# درخشان‌ترین ستاره (فیلم)
درخشان‌ترین ستاره (به انگلیسی: Brightest Star) فیلمی محصول سال ۲۰۱۴ و به کارگردانی مگی کیلی است. در این فیلم بازیگرانی همچون کریس لوول، رز مک‌ایور، جسیکا کارن، کلارک گرگ، الیسون جنی و پیتر جکوبسن ایفای نقش کرده‌اند.